# The Ploctones
The Ploctones is een Nederlandse jazzband, die experimentele jazzrock speelt. De band ging aanvankelijk door het leven als Goudsmit, Trujillo, Vierdag & Vink, maar voor hun optreden op het North Sea Jazz Festival van 2007 kozen ze de huidige naam. De muziek van The Ploctones kenmerkt zich door grote variatie.
Van hun optreden bij VPRO's "Jazz op het Dak" in 2005 verscheen hun album "Live op het dak!".

## Discografie
- Live op het dak! (2005)
- 050 (2009)
- 3... 2... 1... (2011)
- Ploc (2014)